# Tehsil d'Havelian

Le Tehsil d'Havelian est en rouge sur cette carte, le Tehsil d'Abbottabad est en vert.

Le Tehsil d'Havelian est l'un des deux Tehsil (avec celui d'Abbottabad) du District d'Abbottabad au Pakistan.

## Les Union Councils
Le Tehsil d'Havelian est subdivisé en 16 Union Councils :
| - Bandi Atti Khan - Dewal Manal - Ghari Phulgran - Goreeni - Haveliani Urban - Jhangra - Langra - Langrial - Lora - Mojohan - Nagri Totial - Nara - Phallah - Seer Gharbi - Seer Sharqi Bhattian - Tajwal |